# Tar Heel (häst)
Tar Heel, född 25 april 1948 på Tanglewood Farm i Winston-Salem i North Carolina, död 8 juni 1982 på Hanover Shoe Farms i Pennsylvania, var en amerikansk standardhäst som tävlade i nordamerikansk passgångssport. Namnet är taget från delstaten North Carolinas slogan "Tar Heel".

## Karriär
Tar Heel tränades av Delvin Miller och kördes av Del Cameron. Han började tävla som tvååring 1950, och segrade bland annat i Review Stakes, Two Gaits Farm Pace, Geers 2YO Colt Stakes och American National 2YO Colt Pace. Han sprang den snabbaste tiden för en tvååring passgångare över en mile, på tiden 2:00.3 (1.15,0).
Som treåring segrade han i Little Brown Jug, ett av de mest prestigefyllda loppen i amerikansk passgångssport. Han segrade även i Geers 3YO Colt Stakes och American National 3YO Colt Pace. För andra året i rad var Tar Heel den snabbaste passgångaren, då han sprungit 1:57.2 (1.13,0) över en mile.

### Som avelshingst
Efter att ägaren William Reynolds avlidit i september 1951, såldes Tar Heel på auktion till Lawrence B. Sheppard för 125 000 dollar, vilket då var det högsta priset någonsin för en amerikansk standardhäst. Han avslutade sin tävlingskarriär för att bli avelshingst på Hanover Shoe Farms i Pennsylvania, där han var en mycket lyckad avelshingst. Han blev far till bland annat Laverne Hanover och Nansemond, och tack vare sina framgångsrika döttrar fick han smeknamnet King of Queens. Han är bland annat morfar till Romeo Hanover, Ralph Hanover och Bret Hanover alla tagit titeln United States Triple Crown for Pacers. Bret Hanover är ansedd som en av de bästa passgångshästarna någonsin.

### Död
Tar Heel avled i sömnen den 8 juni 1982 vid 34 års ålder, något som då var över medellivslängd för en häst (24-27 år). Hans son Waco Hanover (4 maj 1977–9 februari 2019) blev den äldsta amerikanska standardhästen, och sannolikt en av de äldsta tävlingshästarna, då han blev 41 år och 281 dagar gammal.